# تامی برییرکلیف
تامی برییرکلیف (انگلیسی: Tommy Briercliffe؛ 1874 – ۱۹۴۸ (۷۳−۷۴ سال)) ورزشکار فوتبال اهل بریتانیا بود.
از باشگاه‌هایی که در آن بازی کرده‌است می‌توان به باشگاه فوتبال برنتفورد، باشگاه فوتبال بلکبرن روورز، باشگاه فوتبال دارون، باشگاه فوتبال پلیموث آرگیل، و باشگاه فوتبال آرسنال اشاره کرد.